# Dobřenice
Dobřenice (německy Dobschenitz) jsou obec v okrese Hradec Králové v Královéhradeckém kraji. Nachází se přibližně patnáct kilometrů jihozápadně od Hradce Králové. Žije zde 569 obyvatel.

## Název
Jméno obce je odvozeno pravděpodobně od jména zakladatele a znamenalo „ves lidí Dobřenových“.

## Historie
Území obce Dobřenice bylo pro svou výhodnou polohu osídleno již v období kolem roku 2500 př. n. l. Rovněž tak zde bylo již v 5. století n. l. hradiště (v poloze zvané Na hradech chráněné hrázemi rybníka). První písemná zmínka o obci pochází z roku 1339, kdy byl jejím majitelem Zdeněk Bohůněk z Dobřenic.

## Obyvatelstvo
| Rok            | 1869 | 1880 | 1890 | 1900 | 1910 | 1921 | 1930 | 1950 | 1961 | 1970 | 1980 | 1991 | 2001 | 2011 | 2021 |
| -------------- | ---- | ---- | ---- | ---- | ---- | ---- | ---- | ---- | ---- | ---- | ---- | ---- | ---- | ---- | ---- |
| Počet obyvatel | 689  | 756  | 724  | 689  | 717  | 685  | 683  | 625  | 658  | 649  | 631  | 581  | 584  | 547  | 561  |
| Počet domů     | 103  | 105  | 92   | 90   | 106  | 107  | 136  | 155  | 160  | 167  | 163  | 183  | 187  | 194  | 198  |

## Obecní symboly
Znak a vlajka byly obci uděleny rozhodnutím předsedy Poslanecké sněmovny Parlamentu České republiky dne 18. června 2003.

## Doprava
Severně od zastavěného území prochází železniční trať Velký Osek – Hradec Králové, na které je zřízena železniční stanice Dobřenice. Její podstatná část včetně odbavovací budovy se ale nachází v sousedním katastrálním území Syrovátka.
Jižní částí katastrálního území prochází dálnice D11. Na ni je napojena silnice II/323, která prochází přímo obcí.

## Pamětihodnosti
- Dobřenický zámek – na místě bývalé tvrze byl tehdejšími majiteli Dobřenskými z Dobřenic v roce 1693 postaven barokní zámek, tento zámek byl v roce 1775 za selského povstání vypálen. V roce 1865 byl zámek přestavěn v novoklasicistním stylu. Na zámek přímo navazuje anglický park o rozloze 24 hektarů s několika vzájemně navazujícími rybníky a mnoha starými stromy.
- V sousedství zámku stojí kostel svatého Klimenta, barokní stavba z roku 1740 s bohatou vnitřní výzdobou. Na zdech kostela a na hřbitovní zdi u kostela je umístěno několik renesančních náhrobních kamenů.
- U kostela je hrobka majitelů panství Dobřenských z Dobřenic.
- Naproti kostelu se nachází barokní fara z roku 1771.
- V obci a na jejím katastru roste několik památných stromů – Dobřenická lípa, Dobřenický dub, Památný dub v zámeckém parku Dobřenice
- V polích pod obcí rostl donedávna velký dub, který byl v červnu roku 2002 vyvrácen při vichřici
- V lese východně od obce u lesní cesty do Rohoznice se nalézá rozpadající ruina loveckého zámečku

## Osobnosti
- Karel Loevenstein (1885–1938), průmyslník a generální ředitel Škodových závodů. Od roku 1928 byl majitelem zdejšího velkostatku a zámku. Je pochován v rodinné hrobce na dobřenickém hřbitově.

## Galerie

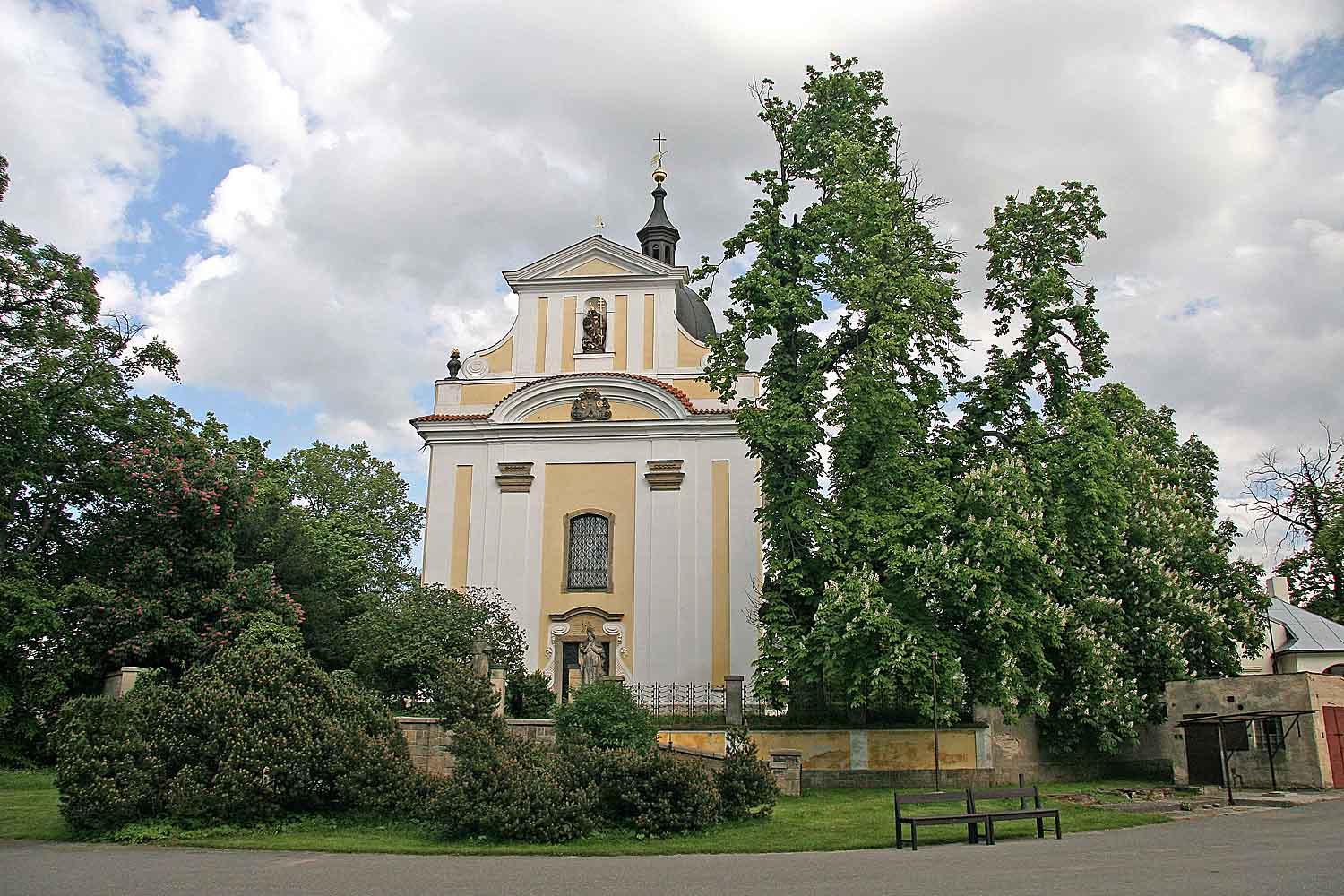
Kostel svatého Klimenta, pohled od zámku
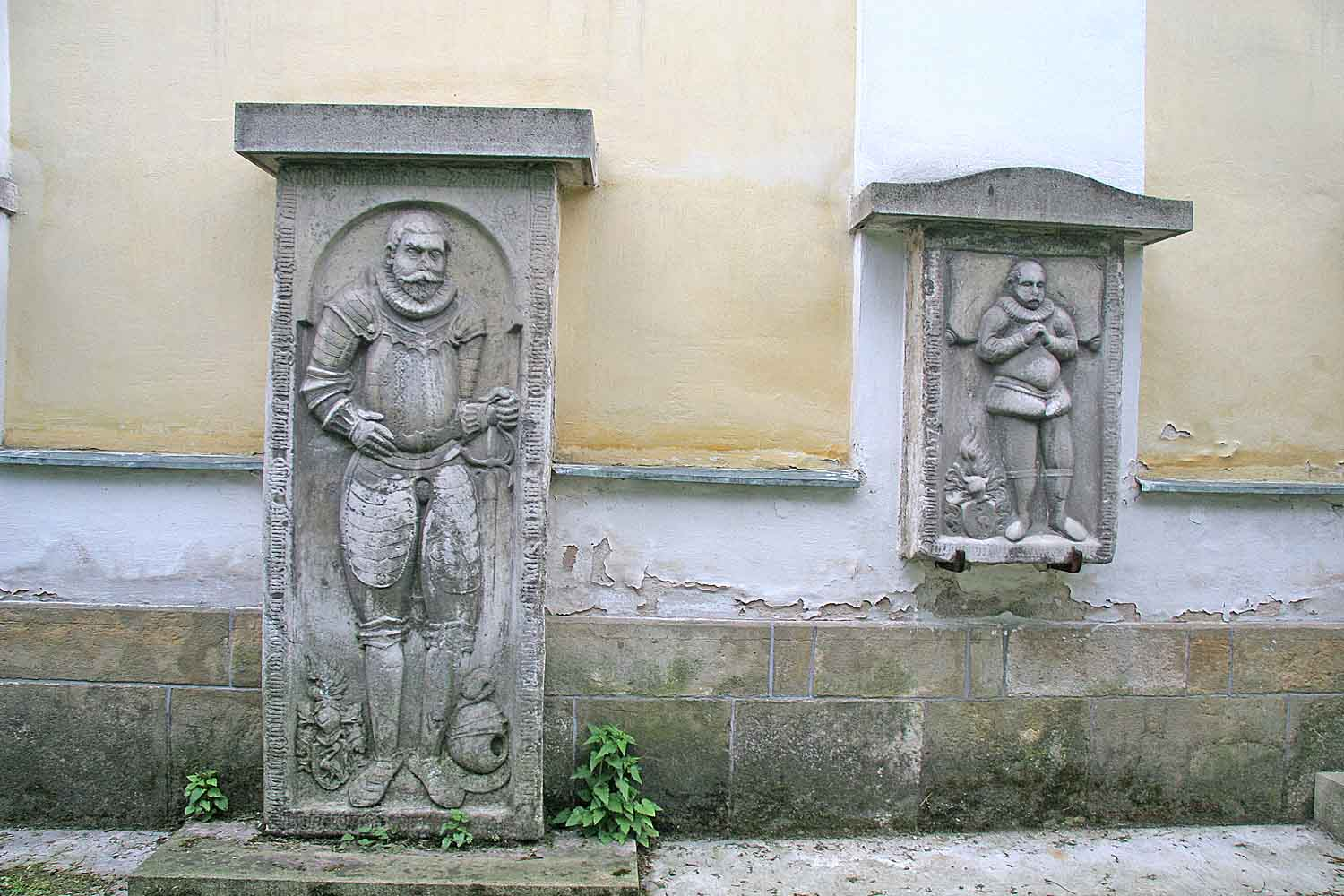
renesanční náhrobky u kostela
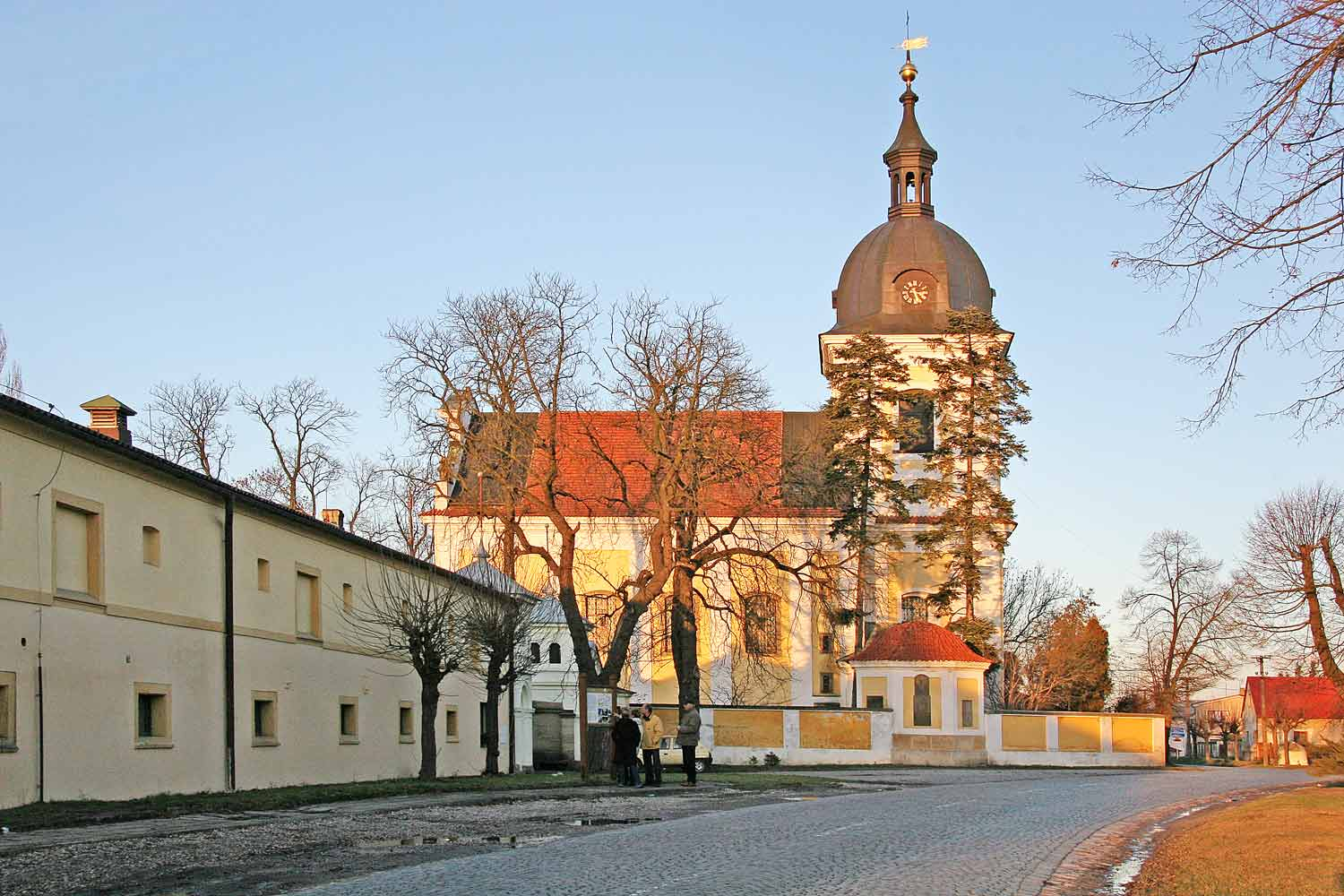
Kostel svatého Klimenta
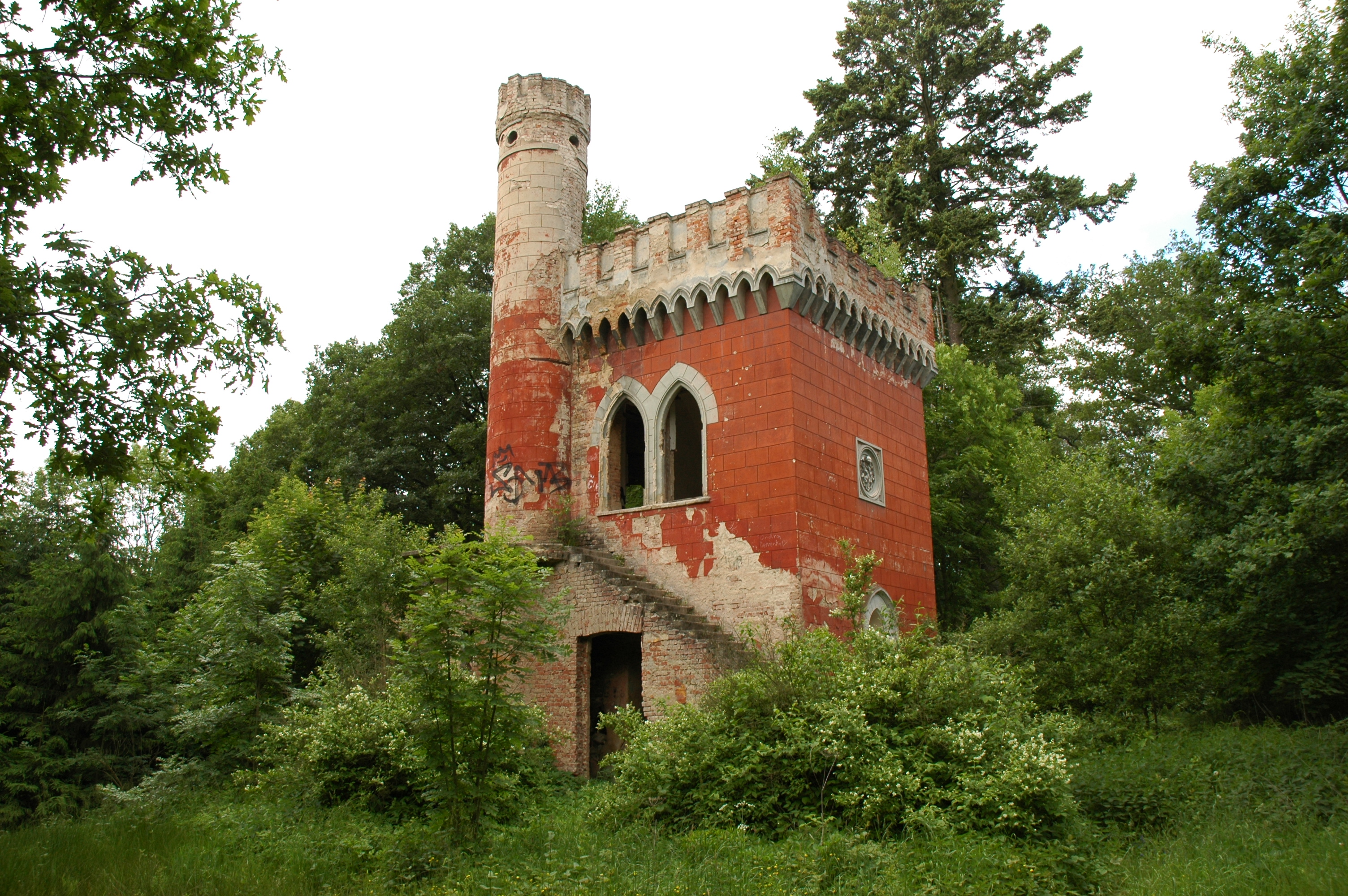
Rozpadající se lovecký zámeček u Dobřenic